# Manuel Chabrera
Manuel Chabrera (Tarragona, 1952) es un artista español residente en Sevilla. Influenciado por Jackson Pollock y por el movimiento del Expresionismo abstracto, sus obras incluyen esculturas de vidrio.

## Biografía
Arquitecto de formación, vive desde niño en Sevilla.
Miembro de la Academia Europea de las Artes, su obra ha estado presente en numerosas ciudades del mundo, como Bruselas, Florida, Ginebra y Londres.
Su Fundación Chabrera tiene como objetivo la difusión del arte entre los jóvenes y niños desamparados mediante la distribución de ordenadores reciclados, promover a nuevos artistas jóvenes mediante exposiciones internacionales y a preservar y difundir el trabajo realizado por este artista. Actualmente esta fundación experimenta con la distribución de software de código abierto con el fin de permitir que niños y jóvenes puedan expresarse creativamente a través de las herramientas de las nuevas tecnologías.

## Arte crudista
Manuel Chabrera es reconocido como uno de los creadores del Crudismo_(arte).
Libros:
- Manuel Chabrera: Dentro de sus pinturas (2000). Descargar Libro (1ª edición). Sevilla: Europrinter AG.

- Manuel Chabrera: Paintings (febrero de 2001).  (1ª edición). Sevilla: Quaderna, S.L. ISBN 978-84-921279-4-8. Falta el |título= (ayuda)

- Manuel Chabrera: Paintings (febrero de 2005). Descargar Libro (2ª edición). Sevilla: Quaderna, S.L. ISBN 978-84-921279-7-9.

Exposiciones:
- Diario de Sevilla (09 de 2008). «Abrazo artístico entre Sevilla y Eslovenia». Consultado el 26 de septiembre de 2008.

- Hoteles Monte. «Exposición de Manuel Chabrera en la Fundación de la Caja Rural del Sur». Archivado desde el original el 29 de abril de 2006. Consultado el 21 de marzo de 2006.

Anuncios:
- El Mundo. «Arte con licencia 'Creative Commons'». Consultado el 8 de febrero de 2005.

## Muestra internacional: "Arte Moderno y Artistas del Flamenco 2010"
Durante el año 2010 Manuel Chabrera, acompañado de una serie de artistas plásticos y del mundo de la danza, encabezó la muestra  “Arte Moderno y Artistas del Flamenco”. Muestra itinerante que en cada ciudad que se presentó incorporó la obra de artistas locales. 
Manuel Chabrera fue acompañado entre otros por los siguientes artistas: Francisco Bella, Polisse, Tilen Zbona, Branislav Nikolić, Predrag Terzić, Milenko Aćimović, Kristina Pantelic, Gordana Nikolic, Aleksandar Dimitrijevic, Clara Von Aich, Angel Orensanz, entre otros.
Esta muestra se llevó a cabo en las siguientes ciudades: Habana, Nueva York, Liubliana, Belgrado, Sevilla, Granada y Palermo. 
El motivo de esta exposición fue integrar las diferentes culturas y los tipos de artes y fomentar la participación en todos los artistas españoles y locales de cada país visitado. La muestra se llevó a cabo en el marco de la presidencia española de la Unión Europea durante el año 2010.